# Pusztaföldvár
Pusztaföldvár é um município da Hungria, situado no condado de Békés. Tem 57,13 km² de área e sua população em 2015 foi estimada em 1.662 habitantes.